# Tecolotes de la UAG (baloncesto)
Los Tecolotes de la UAG es un equipo de baloncesto mexicano que participa en la Liga Nacional de Baloncesto Profesional con sede en la ciudad de Guadalajara, Jalisco, México.

## Historia
La Universidad Autónoma de Guadalajara inició con el equipo de Básquetbol en 1982 en la Conferencia Nacional de Básquetbol (CONABA). En el año de 1990, regresó para participar en el Circuito Mexicano de Básquetbol (CIMEBA) en donde conquistó el título en esa misma temporada (1990-91). Después en la Conferencia de Básquetbol Profesional (CBP), participaron y se coronaron en 1993. Y, actualmente participa en la LNBP desde la temporada 2001.

## Jugadores

### Jugadores destacados
- Romel Beck.
- Miguel Acuña.